# Список авіаносців Великої Британії
Список авіаносців Королівського флоту Великої Британії — перелік авіаносців Королівського флоту Великої Британії, які перебували на озброєнні ВМС Великої Британії з 1918 року до теперішнього часу. Список представлений у хронологічному порядку, починаючи з «Аргус», який будувався як океанський лайнер, але з початком Першої світової війни був перебудований на гідроавіатранспорт. Це був перший корабель, що мав класичну плоску польотну палубу тільки для зльоту і посадки повітряних суден. Така конструкційна схема залишається стандартною для усіх сучасних авіаносців.
| №  | Авіаносець        | Зображення | Водотоннажність                              | Кількість літальних апаратів | Закладений        | Спуск на воду     | Прийнятий                | На службі                       | Доля | Тип                      | Прим. |
| -- | ----------------- | ---------- | -------------------------------------------- | ---------------------------- | ----------------- | ----------------- | ------------------------ | ------------------------------- | --- | ------------------------ | --- |
| 1  | «Аргус»           |            | 14 450 тонн (стандартна) 16 570 тонн (повна) | 18                           | 1914              | 2 грудня 1917     | 16 вересня 1918          | 1918–1944                       | 5 грудня 1946 року проданий на металобрухт                                                                  | «Аргус»                  | перебудований з океанського лайнера |
| 2  | «Глоріес»         |            | 24 600 тонн (стандартна) 27 420 тонн (повна) | 48                           | 1 травня 1915     | 20 квітня 1916    | 31 грудня 1916           | 1930–1940*                      | 8 червня 1940 року потоплений німецькими лінійними крейсерами «Шарнгорст» та «Гнейзенау»                    | «Корейджес»              | переобладнані з однойменних лінійних крейсерів * термін служби авіаносця |
| 3  | «Корейджес»       |            | 24 600 тонн (стандартна) 27 420 тонн (повна) | 48                           | 26 березня 1915   | 5 лютого 1916     | 4 листопада 1916         | 1928–1939*                      | 17 вересня 1939 року потоплений німецьким підводним човном U-29                                             | «Корейджес»              | переобладнані з однойменних лінійних крейсерів * термін служби авіаносця |
| 4  | «Ф'юріос»         |            | 19 826 тонн (стандартна) 23 257 тонн (повна) | 36                           | 8 червня 1915     | 15 серпня 1916    | 26 червня 1917           | 1925–1945*                      | 1948 році розібраний на брухт                                                                               | «Корейджес»              | переобладнані з однойменних лінійних крейсерів * термін служби авіаносця |
| 5  | «Ігл»             |            | 22 200 тонн                                  | 21                           | 20 лютого 1913    | 8 червня 1918     | 20 лютого 1924           | 1924–1942                       | 11 серпня 1942 року потоплений німецьким підводним човном U-73                                              | «Ігл»                    | переобладнаний з лінкора типу «Альміранте Латорре» |
| 6  | «Гермес»          |            | 13 209 тонн                                  | 20                           | 15 січня 1918     | 11 вересня 1919   | 18 лютого 1924           | 1924–1942                       | 9 квітня 1942 року потоплений японською палубною авіацією під час рейду японського флоту в Індійський океан | «Гермес»                 | перший у світі корабель, що проектувався як авіаносець |
| 7  | «Арк Роял»        |            | 28 165 тонн                                  | 54                           | 16 вересня 1935   | 13 квітня 1937    | 16 грудня 1938           | 1938-1941                       | 13 листопада 1941 року потоплений поблизу Гібралтару німецьким підводним човном U-81                        | «Арк Роял»               | |
| 8  | «Унікорн»         |            | 20 626 тонн                                  | 35                           | 26 червня 1939    | 20 листопада 1941 | 12 березня 1943          | 1943-1953                       | 15 червня 1959 року проданий на злам                                                                        | «Унікорн»                | розроблявся як допоміжний авіаносець для забезпечення дій важких авіаносців типу «Іластріас» |
| 9  | «Іластріас»       |            | 23 369 тонн                                  | 36                           | 27 квітня 1937    | 5 квітня 1939     | 25 травня 1940           | 1940–1954                       | 3 листопада 1956 року проданий на злам                                                                      | «Іластріас»              | |
| 10 | «Фомідебл»        |            | 23 369 тонн                                  | 40                           | 17 червня 1937    | 17 серпня 1939    | 24 листопада 1940        | 1940–1954                       | у січні 1953 року проданий на злам                                                                          | «Іластріас»              | |
| 11 | «Вікторіос»       |            | 23 369 тонн                                  | 36                           | 4 травня 1937     | 14 вересня 1939   | 15 травня 1941           | 1941–1969                       | 1969 році розібраний на брухт                                                                               | «Іластріас»              | |
| 12 | «Індомітебл»      |            | 23 369 тонн                                  | 45                           | 10 листопада 1937 | 26 березня 1940   | 10 жовтня 1941           | 1941–1955                       | 1955 році розібраний на брухт                                                                               | «Іластріас»              | |
| 13 | «Імплакебл»       |            | 33 148 тонн                                  | 54                           | 21 березня 1939   | 10 грудня 1942    | 28 серпня 1944           | 1944–1955                       | 1955 році розібраний на брухт                                                                               | «Імплакебл»              | |
| 14 | «Індіфатігебл»    |            | 33 148 тонн                                  | 54                           | 3 листопада 1939  | 8 грудня 1942     | 3 травня 1944            | 1944–1955                       | 1955 році розібраний на брухт                                                                               | «Імплакебл»              | |
| 15 | «Колоссус»        |            | 18 624 тонни                                 | 48                           | 1 червня 1942     | 30 вересня 1943   | 16 грудня 1944           | 1944–1955                       | 1946 році переданий Франції                                                                                 | «Колоссус»               | У серпні 1946 року переданий в оренду Франції на 5 років, де був перейменований на «Арроманш» |
| 16 | «Глорі»           |            | 18 624 тонни                                 | 48                           | 27 серпня 1942    | 27 листопада 1943 | 2 квітня 1945            | 1945–1956                       | 1961 році проданий на злам                                                                                  | «Колоссус»               | |
| 17 | «Оушн»            |            | 18 624 тонни                                 | 48                           | 8 листопада 1942  | 8 липня 1943      | 8 серпня 1945            | 1945–1960                       | 1962 році пущений на злам                                                                                   | «Колоссус»               | |
| 18 | «Тісіус»          |            | 18 624 тонни                                 | 48                           | 6 січня 1943      | 6 липня 1944      | 9 січня 1946             | 1946–1960                       | 1962 році пущений на злам                                                                                   | «Колоссус»               | |
| 19 | «Траємф»          |            | 18 624 тонни                                 | 48                           | 23 січня 1943     | 2 жовтня 1944     | 9 травня 1946            | 1946–1975                       | 1981 році зданий на металобрухт                                                                             | «Колоссус»               | |
| 20 | «Венеребл»        |            | 18 624 тонни                                 | 48                           | 3 грудня 1942     | 30 грудня 1943    | 17 січня 1945            | 1945–1947                       | | «Колоссус»               | у 1947 році переданий Нідерландам (1948—1968), у Королівських ВМС Нідерландів став «Карел Доорман» у 1968 році проданий Аргентині; в аргентинських ВМС перейменований на «Вейнтісі́нко де Майо» у 2000 році пущений на злам              |
| 21 | «Вендженс»        |            | 18 624 тонни                                 | 48                           | 16 листопада 1942 | 23 лютого 1944    | 15 січня 1945            | 1945–1947                       | | «Колоссус»               | у 1952 році переданий Австралії (1952—1955); у Королівських ВМС Австралії носив те саме ім'я у 1960 році переданий Бразилії (1960—2001), у ВМС Бразилії став «Мінас-Жерайс» у 2004 році пущений на злам                                 |
| 22 | «Воріор»          |            | 18 624 тонни                                 | 48                           | 12 грудня 1942    | 20 травня 1944    | 24 квітня 1945           | 1945–1946                       | | «Колоссус»               | у 1946 році переданий Канаді (1946—1948); на флоті носив те саме ім'я у 1948 році повернутий Великій Британії (1948—1959), у 1958 році переданий Аргентині(1958—1971), у ВМС Аргентини став «Індепенденсія» у 1971 році пущений на злам |
| 23 | «Персеус»         |            | 18 624 тонни                                 | 48                           | 1 червня 1943     | 26 березня 1944   | 19 жовтня 1945           | 1945–1957                       | у 1957 році знятий з озброєння, у 1958 році пущений на злам                                                 | «Колоссус»               | |
| 24 | «Пайонір»         |            | 18 624 тонни                                 | 48                           | 2 грудня 1942     | 20 травня 1944    | 5 січня 1945             | 1945–1954                       | у 1954 році проданий на брухт                                                                               | «Колоссус»               | |
| 25 | «Маджестік»       |            | 18 375 тонн                                  | 37                           | 15 квітня 1943    | 28 лютого 1945    | 8 листопада 1955         | 1955–1982                       | 1949 році проданий Австралії                                                                                | «Маджестік»              | у Королівських ВМС Австралії носив ім'я «Мельбурн» |
| 26 | «Геркулес»        |            | 18 375 тонн                                  | 37                           | 14 жовтня 1943    | 22 вересня 1945   | 17 січня 1957            | 1961–1997                       | 1957 році недобудований проданий Індії                                                                      | «Маджестік»              | 1961 році введений до лав ВМС Індії, носив ім'я «Вікрант»; проданий на брухт 2014 році. |
| 27 | «Левіафан»        | —          | 18 375 тонн                                  | 37                           | 18 жовтня 1943    | 7 червня 1945     | не вводився              | —                               | — | «Маджестік»              | |
| 28 | «Магніфішент»     |            | 18 375 тонн                                  | 37                           | 29 липня 1943     | 16 листопада 1944 | 21 травня 1948           | 1948–1957                       | 1945 році переданий в оренду Канаді                                                                         | «Маджестік»              | 1948 році введений до лав Королівського ВМФ Канади, носив ім'я «Магніфішент»; 1957 році був повернений Англії, перебував у резерві; у липні 1965 року проданий на злам                                                                  |
| 29 | «Пуерфул»         |            | 19 290 тонн                                  | 37                           | 27 листопада 1943 | 27 лютого 1945    | 17 січня 1957            | 1957–1970                       | 1952 році недобудований проданий Канаді                                                                     | «Маджестік»              | 1957 році введений до лав Королівського ВМФ Канади, носив ім'я «Бонавентюр»; у 1971 році проданий на злам |
| 30 | «Террібл»         |            | 18 375 тонн                                  | 37                           | 19 квітня 1943    | 30 вересня 1944   | 8 листопада 1955         | 1949–1973                       | 1948 році проданий Австралії                                                                                | «Маджестік»              | 1949 році добудований та прийнятий на озброєння Королівських ВМС Австралії; перейменований на «Сідней»; 1975 році проданий на металобрухт                                                                                               |
| 31 | «Ігл»             |            | 50 752 тонни                                 | 60+                          | 24 жовтня 1942    | 19 березня 1946   | 1 жовтня 1951            | 1951–1978                       | 1978 році проданий на брухт                                                                                 | «Одейшес»                | |
| 32 | «Арк Роял»        |            | 54 816 тонн                                  | 50                           | 3 травня 1943     | 3 травня 1950     | 25 лютого 1955           | 1955–1980                       | 1980 році зданий на злам                                                                                    | «Одейшес»                | |
| 33 | «Ігл»             | —          | 50 752 тонни                                 | 60+                          | 19 квітня 1944    | не вводився       | —                        | —                               | — | «Одейшес»                | 34-м авіаносцем був «Африка», проект скасований на стадії будівництва в жовтні 1945 року |
| 35 | «Сентор»          |            | 26 620 тонн                                  | 42                           | 30 травня 1944    | 22 квітня 1947    | 1 вересня 1953           | 1953–1972                       | 1972 році проданий на брухт                                                                                 | «Сентор»                 | |
| 36 | «Альбіон»         |            | 28 246 тонн                                  | 42                           | 23 березня 1944   | 16 травня 1947    | 26 травня 1954           | 1954–1973                       | 1973 році проданий на злам                                                                                  | «Сентор»                 | |
| 37 | «Балвек»          |            | 26 620 тонн                                  | 42                           | 10 травня 1945    | 22 червня 1948    | 4 листопада 1954         | 1954–1984                       | 1984 році розібраний на брухт                                                                               | «Сентор»                 | |
| 38 | «Гермес»          |            | 28 246 тонн                                  | 42                           | 26 червня 1944    | 16 лютого 1953    | 18 листопада 1959        | 1959–1986                       | 19 квітня 1986 року проданий Індії                                                                          | «Сентор»                 | Увійшов до строю Індійських ВМС під ім'ям «Віраат» |
| 39 | «Гермес»          | —          | 28 246 тонн                                  | 42                           | 21 червня 1944    | не вводився       | скасований у жовтні 1945 | —                               | — | «Сентор»                 | Британськими авіаносцями під номерами № 40-42 мали стати «Еррогант», «Монмаунт» і «Полифемус», будівництво яких було скасоване |
| 43 | «Мальта»          | —          | 57 711 тонн                                  | 80                           | проект скасований | проект скасований | проект скасований        | проект скасований               | проект скасований                                                                                           | «Мальта»                 | Британськими авіаносцями під номерами № 43-46 мали стати «Мальта», «Африка», «Нью-Зіланд» і «Гібралтар», будівництво яких було скасоване у жовтні-грудні 1945 року                                                                      |
| 47 | «Квін Елізабет»   | —          | 55 375 тонн                                  | 50                           | проект скасований | проект скасований | проект скасований        | проект скасований               | проект скасований                                                                                           | «Квін Елізабет» (CVA-01) | Британськими авіаносцями під номерами № 47-48 мали стати «Квін Елізабет» і «Герцог Єдинбурзький», будівництво яких було скасоване 1966 році                                                                                             |
| 49 | «Інвінсібл»       |            | 22 353 тонни                                 | 20                           | 12 липня 1973     | 3 травня 1977     | 11 липня 1980            | 1980–2005                       | 2011 році проданий на брухт                                                                                 | «Інвінсібл»              | |
| 50 | «Іластріес»       |            | 22 353 тонни                                 | 20                           | 7 жовтня 1976     | 1 грудня 1978     | 20 червня 1982           | 1982–2014                       | 2016 році проданий на злам                                                                                  | «Інвінсібл»              | |
| 51 | «Арк Роял»        |            | 22 353 тонни                                 | 20                           | 14 грудня 1978    | 2 червня 1981     | 1 листопада 1985         | 1985–2011                       | 2013 році проданий на злам                                                                                  | «Інвінсібл»              | |
| 52 | «Квін Елізабет»   |            | 66 043 тонни                                 | 50                           | 7 липня 2009      | 17 липня 2014     | 7 грудня 2017            | 2017– по т.ч.                   | | «Квін Елізабет»          | |
| 53 | «Принц Уельський» |            | 66 043 тонни                                 | 50                           | 26 травня 2011    | 21 грудня 2017    |                          | перебуває на стадії будівництва | | «Квін Елізабет»          | перебуває на стадії будівництва |

Позначення: